# Urachiche nerysae
Urachiche nerysae is een hooiwagen uit de familie Zalmoxioidae.